# 86街車站 (第二大道線)
86街車站（英語：86th Street station）是紐約地鐵第二大道線第一期的地鐵站，位於曼哈頓上東城第二大道及86街交界，於2017年1月1日啟用，設有Q線（任何時候停站）與N線（尖峰時段）列車服務。設有一個島式月台和兩條軌道。

## 車站結構
| G         | 街道               | 出入口                                                                                 |
| B1        | 上層地面           | 扶手電梯往1號出口及下夾層                                                              |
| B2        | 下夾層             | 閘機、車站詢問處、MetroCard自動售票機                                                  |
| B2        | 下夾層             | 樓梯及扶手電梯往月台 升降機位於86街南側第二大道東面                                    |
| B3 月台層 | 南行               | ← 經布萊頓往康尼島-斯提威爾大道 (72街) ← 經海灘往康尼島-斯提威爾大道 (尖峰時段) (72街) |
| B3 月台層 | 島式月台，左側開門 |                                                                                        |
| B3 月台層 | 北行               | → 往96街 (總站) → → 往96街 (尖峰時段) (總站) →                                         |

86街車站設有Q線（任何時候停站）與N線（尖峰時段）列車服務。設有一個島式月台和兩條軌道。與其他第二大道線車站相同，此站比其他大部份紐約地鐵地下車站寬。其建築與其他第二大道線車站一同由MTA資金建設主席Michael Horodniceanu博士比較，猶如華盛頓地鐵站一般。月台深93英呎（28公尺）。86街車站月台與其他第二大道線車站一樣寬27.8英呎。
車站設有空調系統，確保在夏天時比其他地鐵站涼快華氏10度（攝氏6度）。因此車站需要設置大型通風系統和輔助建築，而不設傳統地鐵柵欄。車站亦按現時防火標準設計，大部分現存車站皆無防火標準另外，車站設有混凝土防水墊和溝渠以便防水。
此站是N線其中一個名為86街車站的車站之一，另一個位於布魯克林。